# フォンニ
フォンニ（イタリア語: Fonni）は、イタリア共和国サルデーニャ自治州ヌーオロ県にある、人口約3,800人の基礎自治体（コムーネ）。

## 地理

### 位置・広がり

#### 隣接コムーネ
隣接するコムーネは以下の通り。
- デーズロ
- ガヴォーイ
- ロディーネ
- マモイアーダ
- オルゴーゾロ
- オヴォッダ
- ヴィッラグランデ・ストリザーイリ